# 水野龍

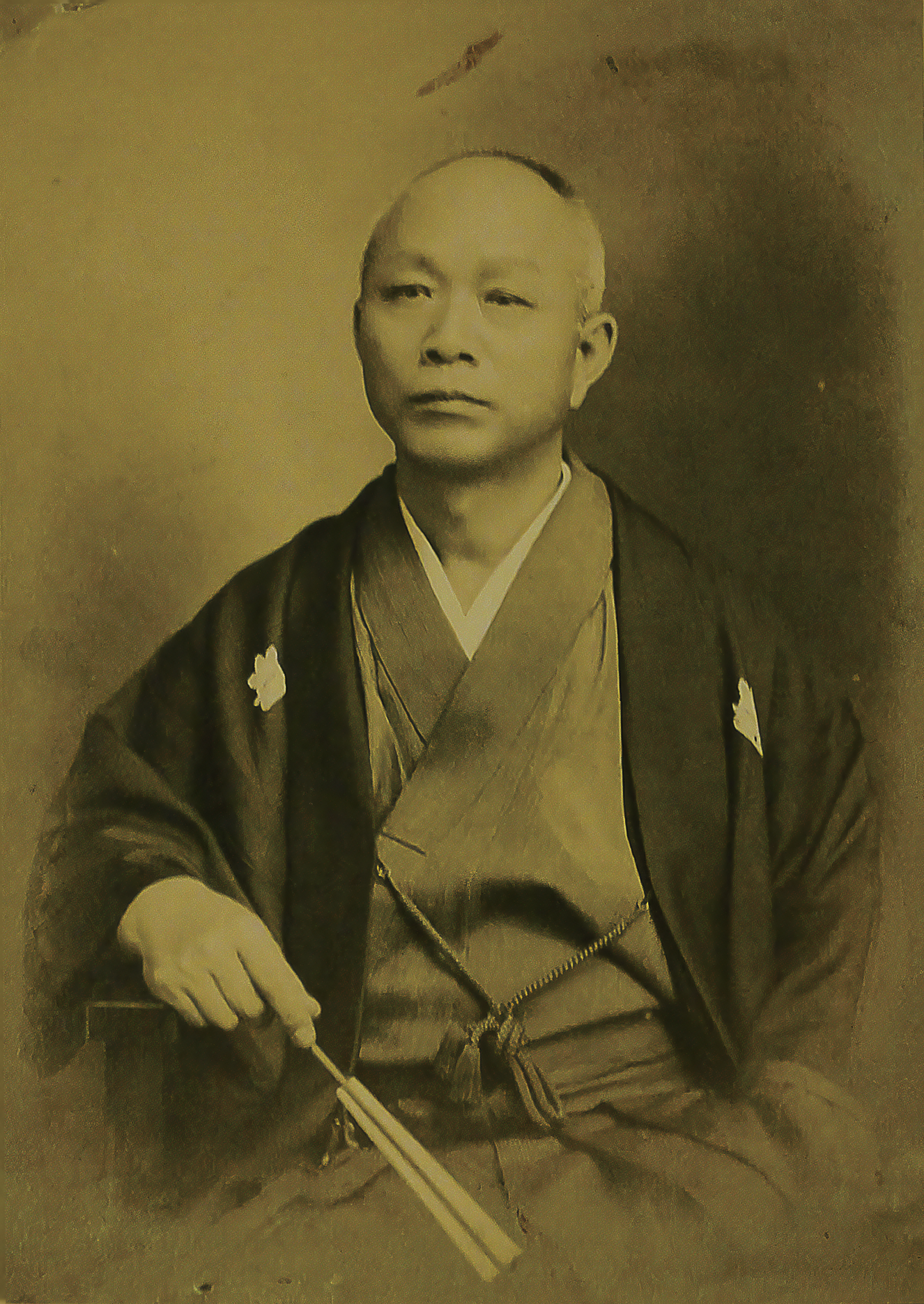
水野 龍の人物写真

水野 龍（みずの りょう、1859年12月4日（安政6年11月11日） - 1951年8月20日）は、皇國殖民会社、海外興業株式会社を創立し日本人のブラジル移民を初めて手がけた人物。サンタ・カタリーナ州のドイツ植民地の先駆者であるヘルマン・ブルーメナウ（Hermann Blumenau）に比すべき人物とされる。勲六等単光旭日章。2010年にブラジル・サンパウロ市議会から名誉市民章を贈呈された。

## 経歴

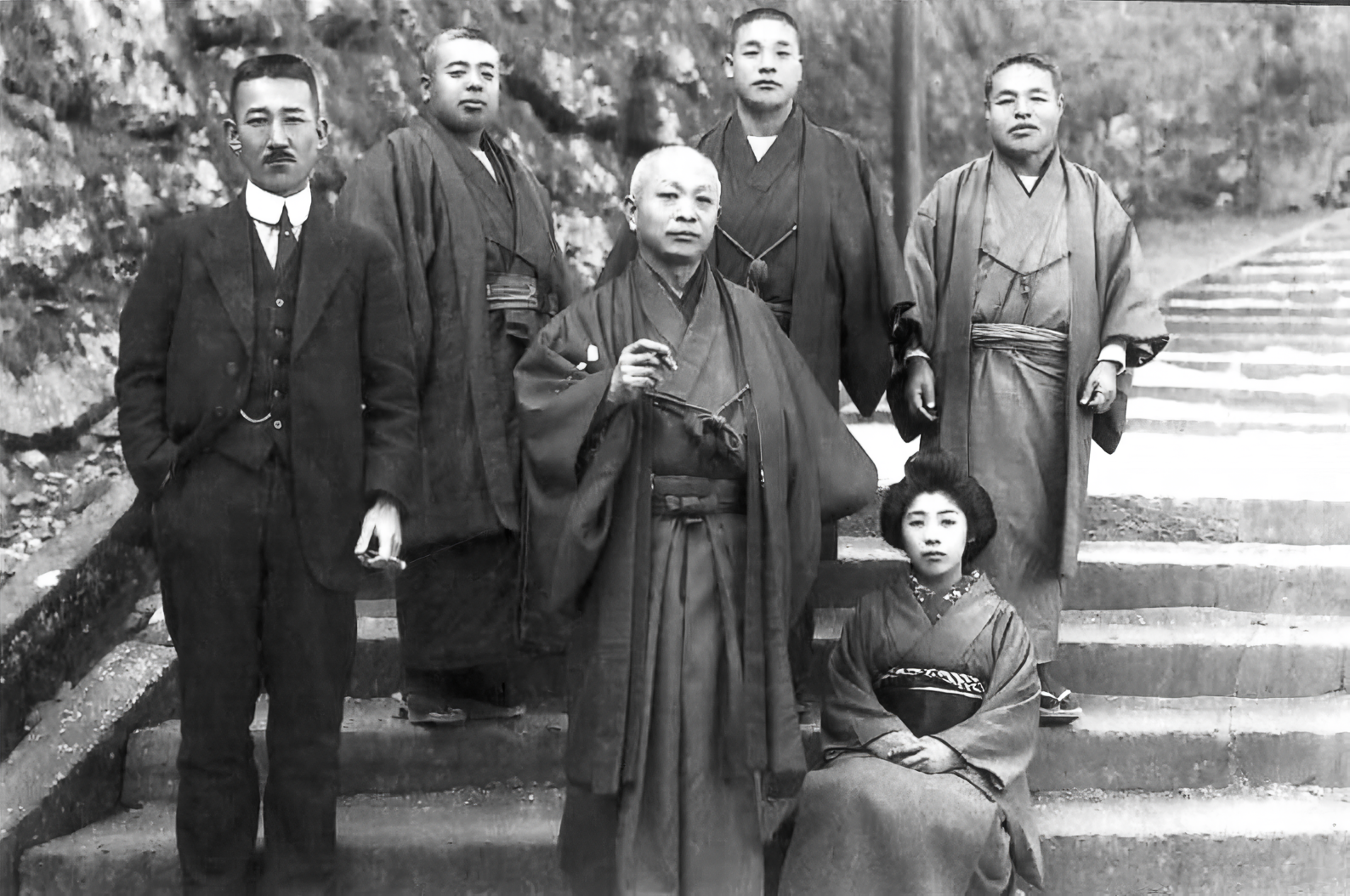
前列中央が水野龍

水野家は美濃国の城主・深尾氏の家臣といわれ関ヶ原の戦い後、土佐藩の家老となった深尾氏に随い、池野姓を名乗ったが、明治に入って水野姓に復した。土佐藩士・水野亀子の次男として生れ、郷校・名教館（めいこうかん）に学び、北原村小学校教員となったが、18歳で上京し、明治21年（1888年）、慶應義塾を卒業し、後藤象二郎逓信相に聘せられて岡山県庁に勤務中、徳島藩士の岩佐規矩与と結婚。後藤象二郎の死により、官界進出を断念して政界に入り、板垣退助の自由民権運動の闘士となり、明治31年（1898年）奈良県から代議士に立候補しようとしたが、演説過激の容疑で40日投獄される。
吉佐移民合資会社などを経て、杉村濬公使の協力を受け、明治38年（1905年）鈴木貞次郎と共にペルー経由で渡伯。サンパウロ州政府と3年間に3千人の日本人農業移民導入契約をまとめ、一旦帰国。明治41年（1908年）上塚周平を輸送助手に初のブラジル第一回移民781名を監督して笠戸丸で再渡伯。この後帰国し、皇国殖民会社に代わって第2回のブラジル移民を引き受けた竹村植民商会を大正4年（1915年）譲り受けて、南米植民株式会社を設立。ブラジル移民組合を組織。大正5年（1916年）12月、移民殖民会社を多数併合し、海外興業会社を設立、この間、曲折を経て事業面での浮沈を繰り返すが、日本人移民は大正9年（1920年）までに約3千人弱を記録した。
1924年、家族とともに移住（途中一時帰国し戦後、再移住）。クリチバ郊外で農業に従事しつつ、同州への移民導入にも奔走。1933年（昭和8年）6月、日本移民渡伯25周年記念祭に当り移民功労者として表彰され、翌年紀元節には勲六等単光旭日章を贈られている。
なお、明治43年（1910年）には、ブラジル・サンパウロ州政府庁専属ブラジル珈琲発売所「カフェーパウリスタ」を設立（大隈重信の支援もあった）。その後日本で、銀座「カフェーパウリスタ」をオープンした。

## その他
- 孫にあたる水野ジョナタン正一はプロ野球独立リーグ、高知ファイティングドッグスに所属する投手である[2]。